# Llanura del Noreste de China

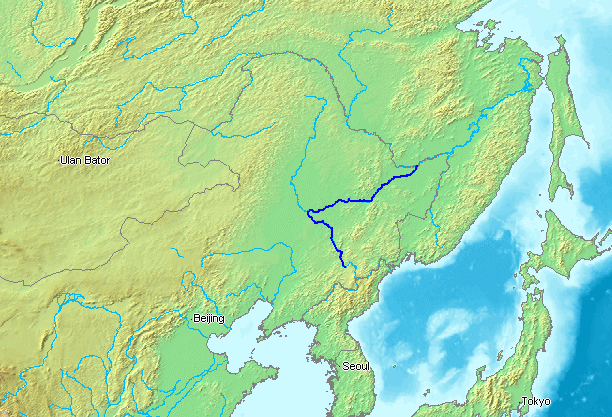
Llanuras del Noreste chino.

La llanura del Noreste de China (en chino tradicional, 東北平原; en chino simplificado, 东北平原; pinyin, Dōngběi Píngyuán), también conocida como la llanura de Manchuria, se encuentra situada en el noreste de China. Se localiza entre el Gran Khingan y el Bajo Khingan y las montañas Changbai. Con una superficie total de 350 000 km², es mayor llanura de China, con una elevación inferior a 200 metros. Los ríos río Songhua, río Nen, y río Liao discurren a través de su vasta y fértil tierra. Esta llanura incluye la de Songnan anorte, la de Liaohe al sur y la llanura de Sanjiang en el noreste.
La zona es adecuada para la agricultura mecanizada y enormes áreas están plantadas con trigo, maíz, soja, arroz, remolacha azucarera y girasol. Hay muy pocos árboles en este paisaje, por lo general álamos en largas filas a lo largo de las carreteras, o en ambos lados de los ferrocarriles. Además, no hay muchas vallas en el paisaje, aunque hay muchas cercas de madera o de piedra adyacentes a las casas. También hay muchos humedales, vastos pantanos, y muchas áreas que están sujetas a inundaciones.
La llanura Songliao (en chino tradicional, 松遼平原; en chino simplificado, 松辽平原; pinyin, Sōngliáo Píngyuán) es la parte de la llanura del noreste que se encuentra en Manchuria.